# Гамалій Дмитро Михайлович
Дмитро́ Миха́йлович Гамалі́й (нар. 4 листопада 1919, Бровари — пом. 15 листопада 1994) — відомий український краєзнавець, дослідник історії Броварщини, шевченкознавець, член Всеукраїнської спілки краєзнавців.

## Життєпис
Дмитро Гамалій народився 4 листопада 1919 року у Броварах у родині техніка-будівельника та домогосподарки.
З 1927 по 1937 або 1938 роки (за різними даними) навчався у школі № 125 міста Києва. У 1939 році вступив до Київського медичного інституту, однак його відкликав військовий комісаріат.
Протягом 1939–1941 років проходив вишкіл у Київському танково-технічному училищі.
З лютого 1942 року (за іншими даними — з 1941 року) брав участь у Німецько-радянській війні у лавах Червоної армії. Зокрема, воював на Карельському та Волховському фронтах, брав участь у прориві блокади Ленінграда, битві за Москву та боях у Польщі, має бойові нагороди.
У 1947 році звільнився в запас, старший лейтенант. Опісля працював водієм у Броварах.
За різними даними, у 1948 або 1950 роках став студентом фізико-математичного факультету Лебединського учительського інституту. Після закінчення навчання у 1950 році працював вчителем у броварській школі № 1, викладав математику, фізику, малювання, слюсарну і столярну справи.
З 1959 до 1974 року працював електрослюсарем у цеху КВП і автоматики на заводі № 512 (нині — Київський комбінат «Хімволокно»). У цей самий час став більше часу приділяти історії, бував у архівах і бібліотеках, взявся за образотворче мистецтво. Створив 16 художніх полотен, виконаних на високому професійному рівні.
У 1974 році Дмитро Гамалій вийшов на пенсію, після чого працював у сфері краєзнавства та шевченкознавства. Він досліджував історію Броварів та району, об'єктом його розвідок стали насамперед творчість та факти перебування Тараса Шевченка на Броварщині. У цей же час Дмитро Михайлович плідно співпрацював з музеєм Тараса Шевченка в Києві — допомагав у комплектуванні музейних фондів.
15 листопада 1994 року Дмитро Гамалій помер.

## Публікації
Краєзнавчі матеріали Дмитра Гамалія часто публікували у газеті «Нове життя», журналах «Україна», «Родознавство» та інших. Загалом дослідник написав близько 230 нарисів, статей і досліджень.
Дмитро Гамалій брав участь у створенні «Шевченківського словника».
У 1994 році виходить друком його книга «Броварські шляхи Кобзаря».

## Родина
- Батько — Гамалій Михайло Васильович, за фахом — технік-будівельник.
- Мати — Гамалій Анна Андріївна, домогосподарка.

## Вшанування

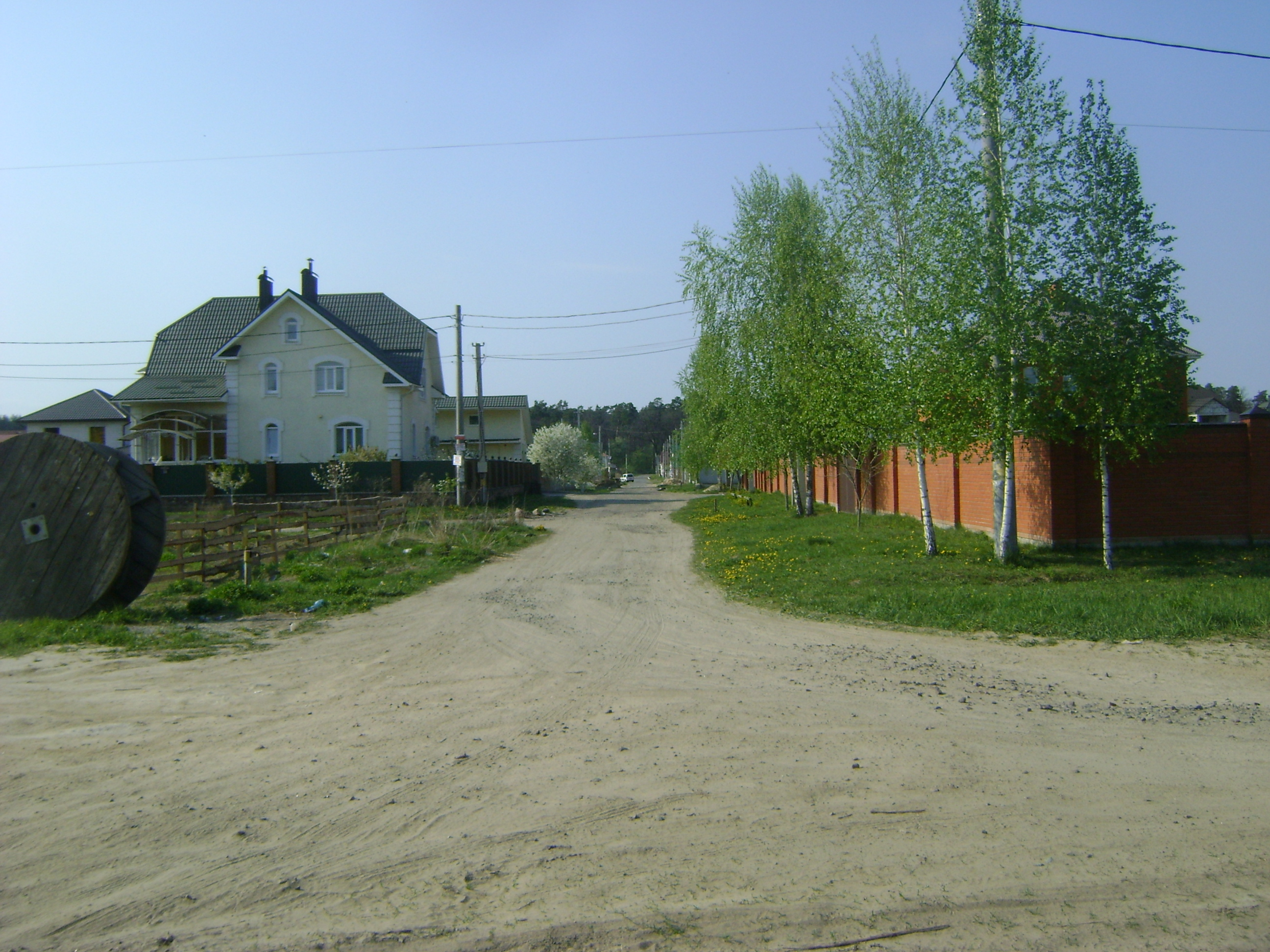
Вулиця Дмитра Гамалія в Броварах

- На честь Дмитра Гамалія у Броварах названо вулицю.